# Agorafobia
Agorafobia (stgr. αγοράφόβος: agora ‘plac’ ‘rynek’, phobos ‘strach’ ‘lęk’) – irracjonalny lęk przed przebywaniem na otwartej przestrzeni, wyjściem z domu, wejściem do sklepu, tłumem, miejscami publicznymi, samotnym podróżowaniem, wywołany obawą przed napadem paniki i brakiem pomocy. Częstą cechą epizodu jest występowanie napadów paniki, podczas których występują palpitacje (kołatanie serca), drżenie, uczucie duszenia się, zawroty głowy oraz nadmierne pocenie się. W oczekiwaniu na sytuację, które budzą strach, może pojawiać się lęk antycypacyjny, prowadzący do ciągłych obaw o potencjalne przyszłe wydarzenia.
Objawami towarzyszącymi zaburzeniu są również często: depresja i fobia społeczna (często ograniczające codzienne aktywności i interakcje społeczne, niekiedy prowadzące nawet do nieopuszczania własnego domu) oraz natręctwa.
Odwrotnością agorafobii jest klaustrofobia (lęk przed przebywaniem w ciasnych lub zamkniętych pomieszczeniach).